# Stanisław Kochanowski (zm. 1756)
Stanisław Kochanowski herbu Korwin (zm. w 1756 roku) – kasztelan radomski w latach 1737–1756, kasztelan połaniecki w latach 1731–1737, łowczy stężycki w latach 1726–1731, rotmistrz królewski, podczaszy latyczowski w latach 1720–1726.
W 1697 roku był elektorem Augusta II Mocnego z województwa sandomierskiego. Rotmistrz piechoty łanowej województwa sandomierskiego, członek konfederacji tarnogrodzkiej w 1716 roku.